# Parlamentsvalget i Estland 2011
Parlamentsvalget i Estland 2011 blev afholdt i Estland den 8. marts 2011. Valgresultatet var en sejre for det regerende parti Eesti Reformierakond.

## Valgresultat
| Partier                        | Partier                              | Stemmer | Stemmer | Stemmer | Stemmer | Mandater | Mandater |
| Partier                        | Partier                              | #       | ±       | %       | ±       | #        | ±        |
| ------------------------------ | ------------------------------------ | ------- | ------- | ------- | ------- | -------- | -------- |
|                                | Eesti Reformierakond                 | 164.255 |         | 28,6    | +0,8    | 33       | +2       |
|                                | Keskerakond                          | 134.124 |         | 23,3    | −2,8    | 26       | -3       |
|                                | Sotsiaaldemokratlik erakond          | 98.307  |         | 17,1    | +6,5    | 19       | +9       |
|                                | Erakond Isamaa ja Res Publica Liit   | 118.023 |         | 20,5    | +2,6    | 23       | +4       |
|                                | Erakond Estimaa Rohelised            | 21.824  |         | 3,8     | -3,3    | 0        | -6       |
|                                | Estimaa Rahvaliit                    | 12.184  |         | 2,1     | -5,0    | 0        | -6       |
|                                | Vene Erakond Eestis                  | 5.029   |         | 0,9     | +0,7    | 0        | ±0       |
|                                | Erakond Eesti Kristlikud Demokraadid | 2.934   |         | 0,5     | -1,2    | 0        | ±0       |
|                                | Eesti Iseseisvuspartei               | 2.571   |         | 0,4     | +0,2    | 0        | ±0       |
|                                | Partiløse                            | 15.882  |         | 2,8     | +2,7    | 0        | ±0       |
| Totalt (valgdeltagelse 63,0 %) | Totalt (valgdeltagelse 63,0 %)       | 575.133 |         | 100,0   |         | 101      |          |